# Fornicia balloui
Fornicia balloui är en stekelart som beskrevs av Muesebeck 1958. Fornicia balloui ingår i släktet Fornicia och familjen bracksteklar. Inga underarter finns listade i Catalogue of Life.